# Les Endrives
Les Endrives is een dorpje in de Franse gemeente Jayac. Les Endrives ligt in het departement de Dordogne en de regio Nouvelle-Aquitaine. Ondanks dat het een klein dorpje is bevinden zich er toch een camping, bakker en ijzerhandel. Er staan 8 huizen in Les Endrives waarvan 5 huisjes vakantiehuisjes zijn. In Les Endrives wonen 5 families.